# Plesiothalassius flavus
Plesiothalassius flavus är en tvåvingeart som beskrevs av Ulrich 1991. Plesiothalassius flavus ingår i släktet Plesiothalassius och familjen styltflugor. Inga underarter finns listade i Catalogue of Life.